# Джейсън Кид
Джейсън Кид е бивш професионален американски баскетболист, играл за разни отбори в НБА и националния отбор на САЩ на позицията разиграващ гард (point guard). Старши треньор на отбора на Милуоки Бъкс. Висок е 193 см.
Двукратен олимпийски шампион (2000 и 2008), с отбора на Ню Джърси Нетс играе два последователни финала в НБА (2002 и 2003). През 2011 най-накрая става и шампион на НБА с отбора на Далас Маверикс.

## Кариера
В колежа, играе за Бъркли, където отбелязва по 13 точки, 7.7 асистенции и 4.9 борби средно на мач. През 2004 отбора на Бъркли официално изтегля номера на Кид (5) от употреба, като признание за един от най-великите си играчи за всички времена.
Избран е под номер 2 в драфта през 1994 от Далас Маверикс и през първия си сезон в НБА бележи средно по 11 точки, 7 асистенции и 5 борби. Това му печели наградата „Новобранец на годината“, която си поделя с Грант Хил.
През 1996 е купен от Финикс Сънс, където играе в следващите пет сезона и се утвърждава като един от водещите гардове в лигата. През 2001 преминава в Ню Джърси Нетс. Само за две години отборът става абсолютен доминант в Източната конференция и два пъти достига до финалите на НБА (2002 и 2003), където отстъпва съответно на Лос Анджелис Лейкърс и Сан Антонио Спърс. През 2004 претърпява тежка контузия на коляното, която налага и хирургическа намеса. Джейсън Кид успява да се завърне на игрището и през 2007 е отново в най-добрата си форма и играе в Мача на звездите.
През 2008 отново се връща в първия си отбор Далас Маверикс, където играе с тригодишен договор на обща стойност 25 млн. $. На 12 юни 2011 печели с него първата си шампионска титла в НБА, след като на финалите побеждават Маями Хийт с 4/2 победи.
Завършва кариерата си на професионален играч след сезон 2012-2013 в отбора на Ню Йорк Никс.

## Лични рекорди
- Второ място за всички времена по асистенции в НБА (11 000 до ноември 2010)
- Първо място по откраднати топки в НБА за редовен сезон - 175 (2002)
- Участник в Мача на звездите – 10 пъти
- Държи рекорда на Ню Джърси Нетс за най-много тройки (729) и асистенции (4090) за всички времена